# Kostel Nejsvětější Trojice (Zátor)
Kostel Nejsvětější Trojice v obci Zátor (okres Bruntál) je filiální kostel postavený v roce 1753–1755 a kulturní památka České republiky.

## Historie
První písemné zmínky o Zátoru pocházejí z roku 1377. Původní luteránský kostel byl dřevěný s kamennou věží a byl koncem třicetileté války vypálen Švédy. V letech 1753–1755 byl kostel pod patronací Václava knížete Liechtensteina přestavěn. Rekonstruován v roce 2014–2015 nákladem cca 5,7 milionu korun. Zadávací částka činila cca čtyři a půl milionu korun (bez DPH). Kolem hřbitova byla v roce 1783 postavena hřbitovní zeď. V areálu hřbitova se nacházejí čtyři klasicistní kaple Božího těla, které patří obcím Zátoru, Loučce, Heřmínovy a Čaková. Fara byla postavena v roce 1783.
Farní kostel naleží k Děkanátu Krnov.

## Popis
Barokní jednolodní zděná klenutá stavba. Stupňovitá předsazená věž. V roce 1900 byla opravena střecha věže a postaveny schody na místo žebříku. Barokní báň věže byla pomocí jeřábu sundána k opravě v roce 2014.
Kostelní hodiny od firmy Joh. Manhart v Mnichově, byly instalovány v roce 1885.

### Interiér
Do kostela vede pět vchodů. V kostele se nachází před presbytářem je kaple naproti sakristie, nad kaplí a sakristií se nacházejí oratoře. Hlavní oltář a pět oltářů vedlejších, oltáře jsou polychromované. Dva vedlejší oltáře sv. Hedviky a Dušiček byly postaveny v roce 1871. V roce 1890 byly opraveny oltáře Božského srdce Páně a Matky Boží Lurdské. V roce 1891 byla položena nová podlaha.
Kruchta má dvě patra. V roce 1897 byly zakoupeny nové varhany u varhanářské firmy Rieger z Krnova.

### Zvony
Zvon z roku 1597, který byl ulit v Opavě zvonařem Zachariášem Milnerem, váží 510 kg, průměr 95 cm. Nese nápis Ich bin eine Rufferin zur Predigt und Gotteswort, welche da rein lauth an manchem Ort, allhie auf dieser Erden allen Menschen, die da wollen selig werden. Meister Zacharias Milner 1597. V roce 1916 byl sundán z věže a odevzdán pro válečné účely. Po jednání faráře, c. k. konzervátora a armády byl zvon vyňat z rekvizice a vrácen se sběrného místa na severním nádraží v Opavě zpět a znovu zavěšen do věže.
Druhý zvon z roku 1651, který byl ulit v Opavě u zvonaře Hanze Knaufa, vážil 344 kg. Nese nápis Hans Knaupf in Troppau hat mich gegossen im Jahre 1651 a obraz Maria Hilf a jména Andreas Fischer, Matthes Weinmann, a nápis „Gottes Heil ist unser Theil. Na druhé straně obraz Ukřižovaného spasitele a nápis Die 4 Herrn Erbrichter. Michael Schwarz in Seifersdorf, Georgi Englisch zur Wiese, Georgi Glose zu Friedersdorf, Melcher Iauernig zu Erbersdorf. Unser Amt regier Gottes Hand.
Sanktusníkový zvon je z roku 1734 o váze 50 liber (asi 25 kg) a nese text S.Crucis, S.Ioanni, S.Franc. Xav., S. Barbara, Benefactor Joann. Kunrath, Müller in Erbersdorf A. 1734.
Všechny tři zvony byly v roce 1916 označeny "C" z důvodů památkové péče vyloučit z předání, proto nebyly v době první světové války rekvírovány.